# Magdalena Fedorów
Magdalena Fedorów (ur. 18 czerwca 1985 w Ostrowie Wielkopolskim) – polska siatkarka występująca na pozycji środkowej. Obecnie reprezentuje klub Roltex Zawisza Sulechów.

## Życiorys
Karierę sportową zaczynała od lekkoatletyki, a dokładnie od skoku wzwyż. Po tej przygodzie przyszedł jednak czas na zmianę. Trafiła do UKS-u Augustynki Kalisz i od tego momentu rozpoczęła się jej kariera siatkarska. Po nabraniu szlifów w Kaliszu, Magda trafiła do Częstochowy, gdzie reprezentowała miejscowy SPS przez dwa sezony. W 2006 roku postanowiła zmienić klub i przeniosła się do Chorzowa. Po czterech latach gry na Górnym Śląsku przeniosła się do beniaminka I ligi kobiet – KS Piecobiogazu Murowana Goślina.

## Kluby
| Klub                            | Lata gry    |
| ------------------------------- | ----------- |
| UKS Augustynki Kalisz           | 1998–2000   |
| Calisia Kalisz                  | 2000–2004   |
| SPS Politechnika Częstochowska  | 2004–2006   |
| SCS Sokół Chorzów               | 2006–2010   |
| KS Piecobiogaz Murowana Goślina | 2010–2012   |
| Eliteski AZS UE Kraków          | 2012 - 2013 |
| Zawisza Sulechów                | 2013-       |

## Sukcesy
- 2006 – 5. miejsce w akademickich mistrzostwach Europy
- 2007 –  akademickie mistrzostwo Polski
- 2007 –  brązowy medal akademickich mistrzostw Europy
- 2007 – 4. miejsce w I lidze z SCS Sokołem Chorzów
- 2008 – 3. miejsce w I lidze z SCS Sokołem Chorzów
- 2009 – 3. miejsce w I lidze z SCS Sokołem Chorzów
- 2011 – 2. miejsce w I lidze z KS Piecobiogaz Murowana Goślina